# Береговое (Сахалинская область)
Берегово́е — село в Корсаковском городском округе Сахалинской области России, в 44,2 км от районного центра.

## География
Находится на берегу лагуны Буссе.

## История
Образован как посёлок с названием Береговое 14 июля 1964 года на базе нижнего склада лесозаготовительного предприятия «Муравьёво» в составе Озёрского поселкового Совета Корсаковского района Сахалинской области РСФСР (решением облисполкома от 14.07.1964 № 229 «О присвоении наименований вновь возникшим населённым пунктам области»). 26 апреля 2004 года посёлок Береговой преобразован в село Береговое в составе Корсаковского района (постановлением администрации Сахалинской области N 50-па «О преобразовании отдельных поселений на территории Сахалинской области»).

## Население
| 2002 | 2010 | 2013 | 2021 |
| ---- | ---- | ---- | ---- |
| 46   | ↘29  | ↘27  | ↘10  |

По переписи 2002 года население — 46 человек (23 мужчины, 23 женщины). Преобладающая национальность — русские (78 %).